# Clarkella nana
Clarkella nana là một loài thực vật có hoa trong họ Thiến thảo. Loài này được (Edgew.) Hook.f. mô tả khoa học đầu tiên năm 1880.